# Сірі сади
«Сірі сади» (англ. Grey Gardens) — біографічний фільм-драма режисера Майкла Саксі. Зйомки проходили з 22 жовтня по 11 грудня 2007 року в Торонто, Канада. Прем'єра відбулася на американському кабельному телеканалі HBO 16 квітня 2009 року. Фільм був знятий для показу по телебаченню.

## Сюжет
Дія у фільмі розтягнута на 40 років. У цій драмі, написаній за реальними подіями, акторки грають двох ексцентричних родичок Жаклін Кеннеді-Онассіс, які опинилися в центрі загальної уваги після того, як санітарна служба вирішила очистити їхні земельні ділянки в селищі Іст-Гемптон, штат Нью-Йорк, від численних ракунів і здичавілих котів, що незмірно розплодились там, а також від комах.

## У ролях
- Дрю Беррімор — Едіт Був'є Біл мол.
- Джессіка Ленґ — Едіт Був'є Біл ст.
- Джин Тріплгорн — Жаклін Кеннеді Онассіс
- Деніел Болдвін — Джуліус Альберт Краг

## Номінації
Премія Гільдії кіноакторів США:
- Найкраща жіноча роль у телефільмі або міні-серіалі — Дрю Беррімор.

Премія «Золотий глобус»:
- Найкраща жіноча роль у телефільмі або міні-серіалі — Дрю Беррімор.
- Найкращий мінісеріал або телефільм